# Galeazzo Fregoso

Stemma nobiliare dei Fregoso

Galeazzo Fregoso (... – 1602 circa) è stato un condottiero italiano del ramo veronese della famiglia Fregoso.

## Biografia
Figlio del condottiero Alessandro Fregoso e di Costanza Strozzi di Ferrara, fu uomo d'armi al servizio del re di Francia durante la campagna d'Italia.
Combatté nel 1554 nella guerra di Siena a fianco di Piero Strozzi e nel 1557 con Francesco I di Guisa, contro gli spagnoli. Per i suoi servizi, il re di Francia lo nominò suo gentiluomo di camera, concedendogli, nel 1571 alla morte del cugino Ottaviano Fregoso, la contea di Muret. Nel 1575 fu capitano delle galere del re e tentò, tramite gli ambasciatori francesi, di ottenere gli antichi privilegi sella famiglia su Genova, ma inutilmente. Andò a stabilirsi a Verona, dove ricoprì l'incarico di Conservatore della Pace per gli anni 1594, 1599, 1600 e 1602.

## Discendenza
Sposò Lucrezia Emili ed ebbero tre figli:
- Tommaso (?-1618), sposò Caterina Zambonardi
- Michele (?-1644)
- Alessandro (?-1625), sposò Sigismonda Staglia di Roma